# Saint-Philbert-sur-Risle
Saint-Philbert-sur-Risle é uma comuna francesa na região administrativa da Normandia, no departamento de Eure. Estende-se por uma área de 13,26 km². Em 2010 a comuna tinha 795 habitantes (densidade: 60 hab./km²).